# ジョン・ホープ (初代リンリスゴー侯爵)
初代リンリスゴー侯爵ジョン・エイドリアン・ルイス・ホープ（英語: John Adrian Louis Hope, 1st Marquess of Linlithgow, KT, GCMG, GCVO, PC、1860年9月25日 - 1908年2月29日）は、イギリスの政治家、貴族。

## 経歴
1860年9月25日にスコットランド貴族第6代ホープトン伯爵ジョン・ホープとその妻エセルレッド（旧姓レイナードソン）の間の長男として生まれる。
イートン校へ進学。1873年4月に父の死により第7代ホープトン伯爵位を継承した。
1883年から保守党の貴族院院内幹事に選ばれ、1886年には侍従たる貴族院議員(与党貴族院院内幹事)となった。さらに1887年から1889年にかけてスコットランド教会総会への勅使を務めた。
1889年から1895年にかけてオーストラリアのビクトリア州総督を務めた。彼の在任期間中大きな連邦改革があり、彼もその支持者であった。1895年から1898年にかけて第3次ソールズベリー侯爵内閣で陸軍支払長官、1898年から1900年まで同内閣の宮内長官を務めた。
1900年から1902年までオーストラリア総督兼オーストラリア軍最高司令官に就任。1902年10月に連合王国貴族爵位のリンリスゴー侯爵に叙せられた。
1904年から1908年にかけてスコットランド銀行副総裁（Deputy Governor of the Bank of Scotland）を務めた。1905年2月から12月にかけてはスコットランド担当大臣を務めた。
1908年2月29日に死去した。爵位は長男ヴィクター・ホープが継承した。

## 栄典

### 爵位・準男爵位
1873年4月1日に父ジョン・ホープの死去により以下の爵位を継承した。
- 第7代ホープトン伯爵 (7th Earl of Hopetoun)
(1703年4月15日の勅許状によるスコットランド貴族爵位)
- 第7代エイザリー子爵 (7th Viscount Aithrie)
(1703年4月15日の勅許状によるスコットランド貴族爵位)
- 第7代ホープ卿 (7th Lord Hope)
(1703年4月15日の勅許状によるスコットランド貴族爵位)
- ホープトンの第5代ホープトン男爵 (5th Baron Hopetoun, of Hopetoun)
(1809年2月3日の勅許状による連合王国貴族爵位)
- リンリスゴー州におけるニドリー城の第4代ニドリー男爵 (4th Baron Niddry, of Niddry Castle in the County of Linlithgow)
(1814年5月17日の勅許状による連合王国貴族爵位)

1902年10月27日に以下の爵位を新規に叙される。
- 初代リンリスゴー侯爵 (1st Marquess of Linlithgow)
(勅許状による連合王国貴族爵位)

### 勲章
- 1889年、聖マイケル・聖ジョージ勲章(騎士団)ナイト・グランド・クロス (GCMG)
- 1900年、ロイヤル・ヴィクトリア勲章(騎士団)ナイト・グランド・クロス (GCVO)
- 1900年、シッスル勲章(騎士団)ナイト (KT)

## 家族
1886年10月18日、第4代ヴェントリー男爵ブラッケニー・イヴェリー・ド・モリーンズの娘ハーシーと結婚。彼女との間に以下の2男2女を儲けた。
- 第1子(長男)ヴィクター・アレグザンダー・ジョン・ホープ (1887-1952) 第2代リンリスゴー侯爵。インド総督。
- 第2子(次男)チャールズ・メルバーン・ホープ (1892-1962) 儀礼称号で卿(Lord)。
- 第3子(長女)ジャクリーン・アリス・ホープ (1896) 儀礼称号で嬢(Lady)。夭折。
- 第4子(次女)メアリー・ドロシア・ホープ (1903-1995) 儀礼称号で嬢(Lady)。第16代ペンブルック伯爵シドニー・ペンブルック（英語版）と結婚。